# Імператорський культ

Стародавнім єгипетським фараонам поклонялися як богу-королю

Імператорський культ — є однією з форм державної релігії, в якій імператору, або династії імператорів (або правителів інша назва) поклоняються як месії, напівбогам або божеству. "Культ" тут використовується в значенні "поклоніння". Ця система поєднує в собі уряд теократії з абсолютною монархією.

## Історія

### У Стародавньому Китаї
Незважаючи на обмеженість інформації про державний культ династії Шан (1600–1046 до н. е.), на підставі написів на гадальних кістках та дослідів царських поховань було зроблено висновок про теократичний характер шанського культу предків. Наступна династія, Чжоу (1046-256 до н.е.), спиралася на концепцію "Мандата Неба" 天命, який отримував правлячий клан та втрата якого ставала причиною революції. Мандат Неба залишався класичною концепцією у імперській політичній культурі Китаю. Разом із ним правителі Чжоу використали щодо себе титул "Син Неба", вказуючи на підпорядкування до надприродних сил. 
Видатним прикладом само-обожнювання стало обрання нового титулу першим імператором об'єднаного Китаю, Цінь Ши Хуан-ді. Новий титул, який зазвичай перекладають як "імператор", поєднав поняття "найясніший" хуан 皇 (що до того вживалося лише для померлих предків) та "бог" ді 帝. Разом із засудженням мегаломанії нового монарха, його спадкоємці з наступних династій все ж таки утримали титул для визначення верховної влади монарха.

### У Стародавньому Римі
У Римській імперії встановлення принципату супроводжувалося певними змінами у релігійному житті — складовою римської релігії стає культ імператора.
Останній імператор династії Флавіїв наполягав, щоб звертаючись до нього, усно чи письмово, застосовували формулу «пан наш і бог» (Dominus et deus noster).
Культ імператора, як і культи традиційних богів, формував зв'язок між підданим і правителем. Молитви за імператора, римський сенат і римський народ були обов'язковими під час свят, що супроводжувалися жертвопринесеннями. У поселеннях споруджувалися статуї принцепсів та храми обожнених. Кожен, хто нехтував культом імператора, міг наразитися на переслідування з боку держави.